# Jamyang Namkha Gyaltsen
Jamyang Namkha Gyaltsen (1398-1472) was van 1421 tot 1441 de achttiende sakya trizin, de hoogste geestelijk leider van de sakyatraditie in het Tibetaans boeddhisme.
Jamyang Namkha Gyaltsen werd geboren in 1398. Gezegd werd dat hij een wonderkind was. Hij zou bijvoorbeeld een tekst van 200 bladzijden binnen twee dagen uit het hoofd hebben geleerd. 
Later zou hij ook het mandala-leerboek voor Cakrasaṃvara uit het hoofd hebben geleerd, wat hem de titel Jamyang Chenpo, of Grote Mañjuśrī, opleverde. 
Tot zijn leermeesters behoorden Kunga Tashi (1349-1425), Khenchen Sonam Gyaltsen, en een "geheime yogi" genaamd  Dorje Gyeltsen.
Hij werd abt van het Sakyaklooster in 1421, wat hij bleef tot 1441. Zijn beide zoons werden later de 20e en 21e Sakya Trizin.